# Skierniewicki
Skierniewicki là một huyện thuộc tỉnh Łódzkie của Ba Lan. Huyện có diện tích 755 km². Đến ngày 1 tháng 1 năm 2011, dân số của huyện là 37639 người và mật độ 50 người/km².